# Pseudodendromonadidae
Pseudodendromonadaceae
Famille
Les Pseudodendromonadidae sont une famille de chromistes de l’ordre des Pseudodendromonadida (classe des Bikosea, embranchement des Bigyra).

## Étymologie
Le nom de la famille vient du genre type Pseudodendromonas, composé de pseudo‑, faux, et ‑dendromonas par allusion au genre Dendromonas (algue Ochrophyte de la famille des Chromulinaceae), en raison de la ressemblance du premier organisme avec le second.
Par ailleurs Dendromonas est dérivé du grec δένδρων / dendron, « arbre », et μονασ / monas, « seul, solitaire, isolé », littéralement « monade arborescente », en référence aux ramifications en forme d'arbre de cette monade.

## Description
Les Pseudodendromonadidae forment des colonies en forme d'ombelle, rarement sphériques, jusqu'à 200 µm de hauteur. Leurs cellules sont obovales ou presque triangulaires aux extrémités des tiges ramifiées ; leur longueur est de 6 à 10 µm ; elles sont recouvertes d'une gaine muqueuse avec des écailles intégrées. Une vacuole contractile est présente à l'extrémité antérieure. Leur noyau de forme sphérique, est situé dans le tiers postérieur des cellules. Ces organismes possèdent deux flagelles de longueur presque égale. Les tiges sont rigides, creuses, et ont diamètre d'environ 1 µm.

## Liste des genres
Selon The Taxonomicon (28 novembre 2022) :
- Cyathobodo Petersen & Hansen, 1961
- Pseudodendromonas Bourrelly, 1953 : genre type
  - Espèce holotype : Pseudodendromonas vlkii Bourrelly

Selon AlgaeBase (10 septembre 2022) :
- Cyathobodo J.B.Petersen & J.B.Hansen, 1961
- Pseudodendromonas Bourrelly, 1953
  - Espèce holotype : Pseudodendromonas vlkii Bourrelly

## Systématique
Le nom correct complet (avec auteur) de ce taxon est Pseudodendromonadidae Patterson (d) & Zölffel (d), 1991.
En botanique, cette famille est appelée Pseudodendromonadaceae avec pour auteur et date Hibberd (d), 1985.